# San Jerónimo, Motozintla
San Jerónimo är en ort i Mexiko.   Den ligger i kommunen Motozintla och delstaten Chiapas, i den sydöstra delen av landet, 900 km sydost om huvudstaden Mexico City. San Jerónimo ligger 744 meter över havet och antalet invånare är 153.
Terrängen runt San Jerónimo är bergig österut, men västerut är den kuperad. San Jerónimo ligger nere i en dal. Runt San Jerónimo är det ganska tätbefolkat, med 78 invånare per kvadratkilometer. Närmaste större samhälle är Motozintla de Mendoza, 15,1 km nordost om San Jerónimo. I omgivningarna runt San Jerónimo växer i huvudsak städsegrön lövskog.